# Пониква при Жалцу
Пониква при Жалцу (словен. Ponikva pri Žalcu) је насељено место у општини Жалец, Савињска регија, Словенија.

## Историја
До територијалне реорганизације у Словенији била је у саставу старе општине Жалец.

## Становништво
У попису становништва из 2011. године, Пониква при Жалцу је имала 373 становника.
| Број становника према пописима | Број становника према пописима | Број становника према пописима |
| ------------------------------ | ------------------------------ | ------------------------------ |
| 1991                           | 2002                           | 2011                           |
| 308                            | 339                            | 373                            |

Напомена: Године 1953. настала спајањем насеља Згорња Пониква и Сподња Пониква, која су укинута.